# Stadtverkehr (Zeitschrift)
Der Stadtverkehr ist eine mit zehn Ausgaben pro Jahr, davon zwei Doppelheften, erscheinende Fachzeitschrift zu Themen des öffentlichen Personennahverkehrs. Sie erscheint seit 1986 im EK-Verlag, Freiburg. Die Berichterstattung ist global ausgerichtet, hat aber den Schwerpunkt in Europa. Themen sind Entwicklungen auf dem Fahrzeugsektor, Betriebsführung, Technologien, Planungsvorhaben sowie die Berichterstattung über Messen und Tagungen. Als Zielgruppe werden Fachleute in Verkehrsbetrieben und Industrie, Verkehrswissenschaftler, aber auch berufsfremde Interessenten gesehen. Ein hoher Prozentsatz der Auflage geht an langjährige Abonnenten. Verteilung im In- und Ausland: etwa 75 Prozent Deutschland, etwa 12½ Prozent nach Österreich und in die Schweiz, etwa sechs Prozent in die Benelux-Länder sowie etwa drei Prozent nach Skandinavien.
Beim gleichen Verlag erscheinen auch der Eisenbahn-Kurier und der Modellbahn-Kurier.
Diese Fachzeitschrift erschien ab Anfang 1956 30 Jahre lang bis zur Ausgabe 11/12 1985 unter dem Titel Der Stadtverkehr, zuletzt beim Verlag Werner Stock in Bielefeld. Stock war mit Günter Stetza aus Essen auch Begründer und Herausgeber dieser Zeitschrift. Sie ist damit eine der ältesten Fachzeitschriften für den öffentlichen Personennahverkehr im deutschsprachigen Raum.

## Weblink
- Website beim EK-Verlag